# 诺福克鹃鵙
诺福克鸣鹃鵙（学名：Lalage leucopyga leucopyga）是诺福克岛特有及灭绝的一种长尾鸣鹃鵙亚种，生物学上对其所知甚少。

## 描述
诺福克鸣鹃鵙形似其他长尾鸣鹃鵙亚种，但体型稍大，下半部及臀部有更丰富的浅黄晕染色，舵羽外侧具一道更宽的白色尖纹。

## 行为

### 繁殖
繁殖始于9月，产卵则在12月至2月，若条件适宜它们也会在1月到3月繁殖。巢呈浅杯状，由地衣，苔藓和根须构成，窝卵数通常两枚。

## 绝灭
诺福克鹃鵙最后一次被发现于1942年，它们的灭绝可能由黑鼠的捕食与森林砍伐所致。其标本现收藏于莱顿、维也纳、特灵及墨尔本